# Joseph Sherman Frelinghuysen
Joseph Sherman Frelinghuysen, född 12 mars 1869 i Raritan, New Jersey, död 8 februari 1948 i Tucson, Arizona, var en amerikansk republikansk politiker. Han representerade delstaten New Jersey i USA:s senat 1917-1923.
Frelinghuysen deltog i spansk-amerikanska kriget och befordrades till premiärlöjtnant (First Lieutenant). Han var ledamot av delstatens senat 1906-1912, därav talman 1909-1910.
Frelinghuysen besegrade sittande senatorn James E. Martine i senatsvalet 1916. Han kandiderade sex år senare till omval men förlorade mot demokraten Edward I. Edwards.
Frelinghuysens grav finns på St. Bernard's Cemetery i Bernardsville.